# Onderwijsondernemer
Een onderwijsondernemer of onderwijsentrepreneur is iemand die op eigen initiatief een onderwijsactiviteit start en uitvoert.

## Hoedanigheden
Een onderwijsondernemer kan een zelfstandig ondernemer zijn die zich beweegt aan de rand van het onderwijs om bepaalde problemen in het onderwijs op te lossen of een nieuwe school start. Een onderwijsprofessional die zich verhuurt aan een school als zelfstandige of een ondernemer die vanuit zijn praktijkachtergrond en -ervaring wordt ingezet in het onderwijs.
Onder onderwijsondernemer wordt verder verstaan iemand die activiteiten kan ontplooien die een verandering van het bestaande onderwijssysteem veroorzaken of ondersteunen. De aanduiding ondernemer slaat in dat geval op de ondernemende houding van een onderwijsprofessional of leerling. Bijvoorbeeld  een leerling die zich in het onderwijs het liefst ondernemend wil gedragen (ondernemend leren), een docent die met ondernemers uit de schoolomgeving samenwerkt en zijn onderwijs en eigen ontwikkeling vorm geeft of een schooldirecteur die pro-actief handelt vanuit zijn maatschappelijke positie en bijbehorende verantwoordelijkheid.
Met onderwijsentrepreneur wordt meestal de combinatie van ondernemende houding en ondernemer bedoeld; de ondernemende onderwijsondernemer. Een ondernemer kun je namelijk ook zijn - inschrijven bij de Kamer van Koophandel is voldoende - zonder dat je nieuwe kansen ziet en deze tot onderwijsinnovaties omzet.